# Eibach (azienda)
Heinrich Eibach GmbH è un'azienda con sede a Finnentrop, in Germania, specializzata nello sviluppo e nella produzione di sistemi di sospensioni e sospensioni per l'industria automobilistica, oltre alla produzione di molle tecniche speciali per varie applicazioni industriali.
La società fa parte del gruppo Eibach, attivo a livello globale, che - con Eibach Industries come capogruppo - è organizzato come holding.
Nel 2006 contava un totale di 380 dipendenti (l'intero gruppo ha circa 500 lavoratori), con un fatturato di 50 milioni.

## Storia
La società Eibach è stata fondata nel 1951 da Heinrich Eibach. Dopo la morte del fondatore avvenuta nel 1967, il figlio Wilfried Eibach, insieme a Walter Korte, assunse la gestione della società. Fino al 1970 la società produceva esclusivamente molle per applicazioni industriali. Con l'avvento dell'industria automobilistica in Germania, l'azienda iniziò lo sviluppo e la produzione di molle per veicoli.
Nel 1975 vi fu la creazione della divisione chassis, e nel 1981 quella di Eibach Oberflächentechnik (EOT). A partire dalla seconda metà degli anni 80, l'azienda ha iniziato la sua espansione anche all'estero grazie alla fondazione delle filiali Eibach Springs negli Stati Uniti (1987), Eibach Japan (1994), Eibach UK (1996) ed Eibach South East Asia in Australia (1997/1998).
Oggi l'azienda è uno dei principali produttori nel suo settore con stabilimenti di produzione in Germania, Stati Uniti d'America e Cina. I suoi uffici si trovano in Inghilterra, Giappone, Australia e Sudafrica rappresentando la compagnia nei cinque continenti.
I prodotti della Eibach sono utilizzati da diversi team che partecipano in vari campionati automobilistici come Formula 1, DTM, Campionato del mondo rally, NASCAR, IndyCar Series e Campionato del mondo turismo.
La Eibach produce anche molle per vetture prodotte da case come Bugatti, Lamborghini, Ford o Lotus. Le molle di Eibach sono installate anche in giocattoli, usate nelle centrali nucleari o usate per sistemi antisismici per edifici residenziali.